# Bombeiros Voluntários de Lisboa
Os Bombeiros Voluntários de Lisboa (BVL) são um corpo de bombeiros voluntários criados e mantidos pela Real Associação Humanitária dos Bombeiros Voluntários de Lisboa e tem atribuídas as freguesias de São_Vicente_(Lisboa), Misericórdia_(Lisboa) e Santa_Maria_Maior_(Lisboa).

## Historial
O Bombeiros Voluntários de Lisboa são o corpo de bombeiros voluntários mais antigo de Portugal apresentados em 18 de Outubro de 1868. Foram fundados por grandes notáveis da época, nomeadamente pelo Senhor Maestro Guilherme Cossoul.

## Organização
Com mais de 60 elementos o Corpo de Bombeiros Voluntários de Lisboa é um CB tipo 3 e organiza-se do seguinte modo:
- Comando;
- Núcleo de Apoio e Estado-Maior;
- Estrutura operacional.

O Núcleo de Apoio e Estado-Maior incluem:
- Área de planeamento, operações e informações;
- Área de pessoal e instrução;
- Área de logística e meios especiais;
- Área de comunicações.

O estrutura operacional incluem:
- 1 Companhia com três secções.